# Iglesia de Santo Tomás (Calcuta)
La Iglesia de Santo Tomás se localiza en la ciudad de Calcuta, en el estado de Bengala Occidental al este de la India, se trata de un templo católico, de rito romano. Es uno de los edificios de estilo colonial de la ciudad. Se encuentra en Middleton Row, Park Street. La Madre Teresa de Calcuta estuvo en esta iglesia durante una semana antes de su funeral, en septiembre de 1997.